# Železniška postaja Prvačina
Železniška postaja Prvačina je ena izmed železniških postaj v Sloveniji, ki oskrbuje bližnje naselje Prvačina.